# Attaque du 12 mai 2018 à Paris
L'attaque du 12 mai 2018 à Paris dit attentat de l’Opéra est une action terroriste islamiste commise dans la soirée du 12 mai 2018 à Paris, au cours de laquelle un homme est tué à l'arme blanche par un assaillant et quatre autres blessés. L'assaillant, Khamzat Azimov, un franco-russe originaire de Tchétchénie, est tué par des policiers, intervenant sur place. L'attaque est revendiquée par l'État islamique dans les heures qui suivent.
En octobre 2023, le meilleur ami du tueur, Abdoul Hakim Anaiev, un Français d’origine tchétchène, est condamné à dix années de réclusion pour « association de malfaiteurs terroriste », peine alourdie à quinze années lors du procès en appel, en mars 2025.

## Contexte
Selon une étude du Centre d'analyse du terrorisme, la France est depuis 2013 le pays occidental « le plus visé par le terrorisme islamiste, devant les États-Unis, l'Allemagne, l'Australie et le Royaume-Uni ». L’homme décédé dans cette attaque au couteau est, depuis janvier 2015, la 246e victime tuée dans un attentat sur le sol français. L’attaque de l’Opéra est le deuxième attentat  mortel de l'année après les attaques du 23 mars 2018 à Carcassonne et Trèbes.
Sur les douze attentats aboutis depuis début 2015, impliquant au total vingt-deux terroristes, seul Ahmed Hanachi pour l'attaque du 1er octobre 2017 à Marseille et les deux kamikazes du Stade de France étaient en situation irrégulière lorsqu’ils sont passés à l’acte. Les six autres auteurs de nationalité étrangère étaient légalement présents en France. Contrairement aux attentats et tentatives de 2015, les terroristes attaquent dorénavant avec des armes basiques et un réseau faiblement structuré. Aux projets planifiés depuis la zone syro-irakienne mis en œuvre par des djihadistes aguerris ont succédé principalement des attaques simplement inspirées et recourant à des acteurs isolés.

## Déroulement
Le samedi 12 mai 2018, vers 20 h 45, un individu attaque au couteau des passants rue Marsollier et rue Monsigny (dans le 2e arrondissement de Paris) en criant « Allahu akbar » ; il tue une personne et en blesse quatre autres, dont deux gravement. Il se dirige ensuite vers une patrouille de police, dépêchée sur les lieux, « couteau à la main en étant très menaçant et criant “Tire, tire, je vais te planter” ».
L’un des policiers tente de maîtriser l’individu avec son pistolet à impulsion électrique à deux reprises, mais sans succès. Un second policier fait alors usage à deux reprises de son arme administrative, blessant mortellement l’individu dans la région du cœur. Un premier appel à la police est enregistré à 20 h 47 et le suspect est neutralisé dans un délai de 9 minutes.
Le groupe État islamique revendique rapidement l'attentat dans un communiqué diffusé sur son organe de propagande Amaq.

### Victime

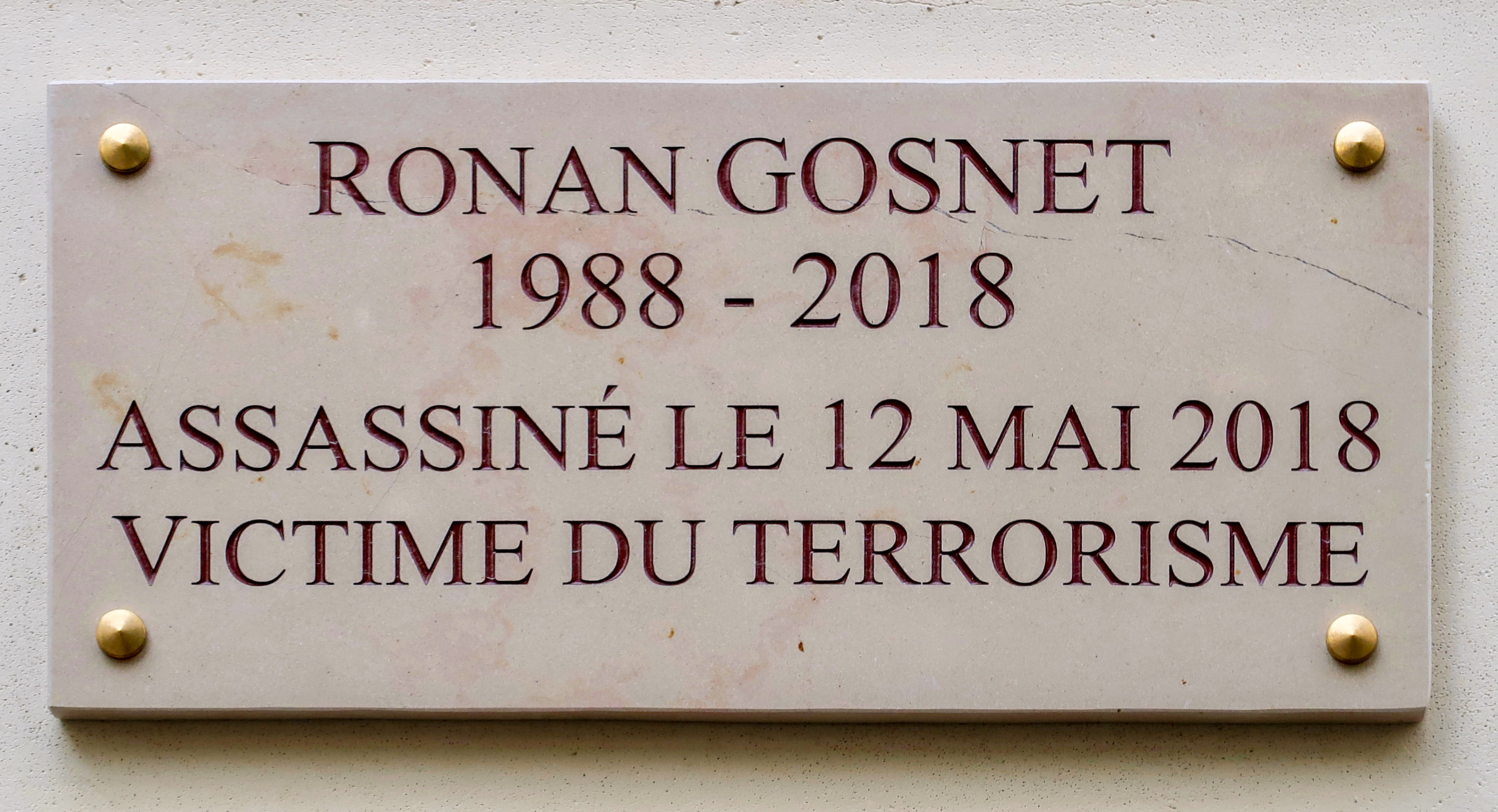
Plaque 5 rue Marsollier (Paris).

La personne décédée se nomme Ronan Gosnet qui présente 10 plaies à l'arme blanche. Âgé de 29 ans, il était originaire de la Sarthe. Il avait grandi dans le village de Connerré. Licencié plusieurs années au club de handball local et primé en 2003 au Concours national de la résistance et de la déportation, il s’était installé en 2014 à Paris pour travailler dans l’informatique. Une minute de silence est observée en sa mémoire à l'Assemblée nationale et au Sénat.

## Enquête judiciaire
La section antiterroriste du parquet de Paris est saisie. Le procureur François Molins annonce l’ouverture d’une enquête pour « assassinats en relation avec une entreprise terroriste » et « tentative d'assassinat sur personne dépositaire de l'autorité publique »,.
L’enquête est confiée conjointement à la brigade criminelle de la police judiciaire de Paris, à la direction générale de la sécurité intérieure (DGSI) et à la sous-direction antiterroriste (SDAT) de la police judiciaire.

### Profil du terroriste
Le terroriste, Khamzat Azimov, est un franco-russe originaire de Tchétchénie, âgé de 20 ans, naturalisé en 2010 en même temps que sa mère. Ses parents s’étaient réfugiés en France au début des années 2000 lors d’un pic de la guerre de Tchétchénie entre la Russie et les indépendantistes. La France avait alors accueilli nombre de Tchétchènes auxquels elle avait accordé le statut de réfugiés. Les parents de Khamzat Azimov s'étaient récemment installés en région parisienne. Ils sont placés en garde à vue après l'attaque,,, mais relâchés deux jours plus tard en l'absence de tout élément les incriminant.
Identifié par ses empreintes digitales en l'absence de pièce d'identité sur lui, Khamzat Azimov avait grandi à Strasbourg où il avait effectué sa scolarité et fréquenté l'université après l'obtention de son baccalauréat ES. Il ne s'était pas fait remarquer par sa pratique religieuse ou un comportement violent, contrairement à son ami Hakim Anaïev.
Il avait été entendu par les services anti-terroristes en avril 2017 et était fiché S depuis l'été 2016. Il est aussi inscrit au Fichier des signalements pour la prévention de la radicalisation à caractère terroriste (FSPRT), mais « plutôt » en raison de « ses relations » que de « son propre comportement, ses agissements et prises de position, ».
L’État islamique diffuse aussitôt après l'attentat, via son agence de propagande Amaq, une vidéo où l’on aperçoit le terroriste parler. Khamzat Azimov s’y exprime en français et fait allégeance à Abou Bakr al-Baghdadi, le « calife » autoproclamé du groupe État islamique. Cette vidéo montre que des contacts ont bien existé entre le terroriste et des membres du groupe État islamique.

### Mentor présumé

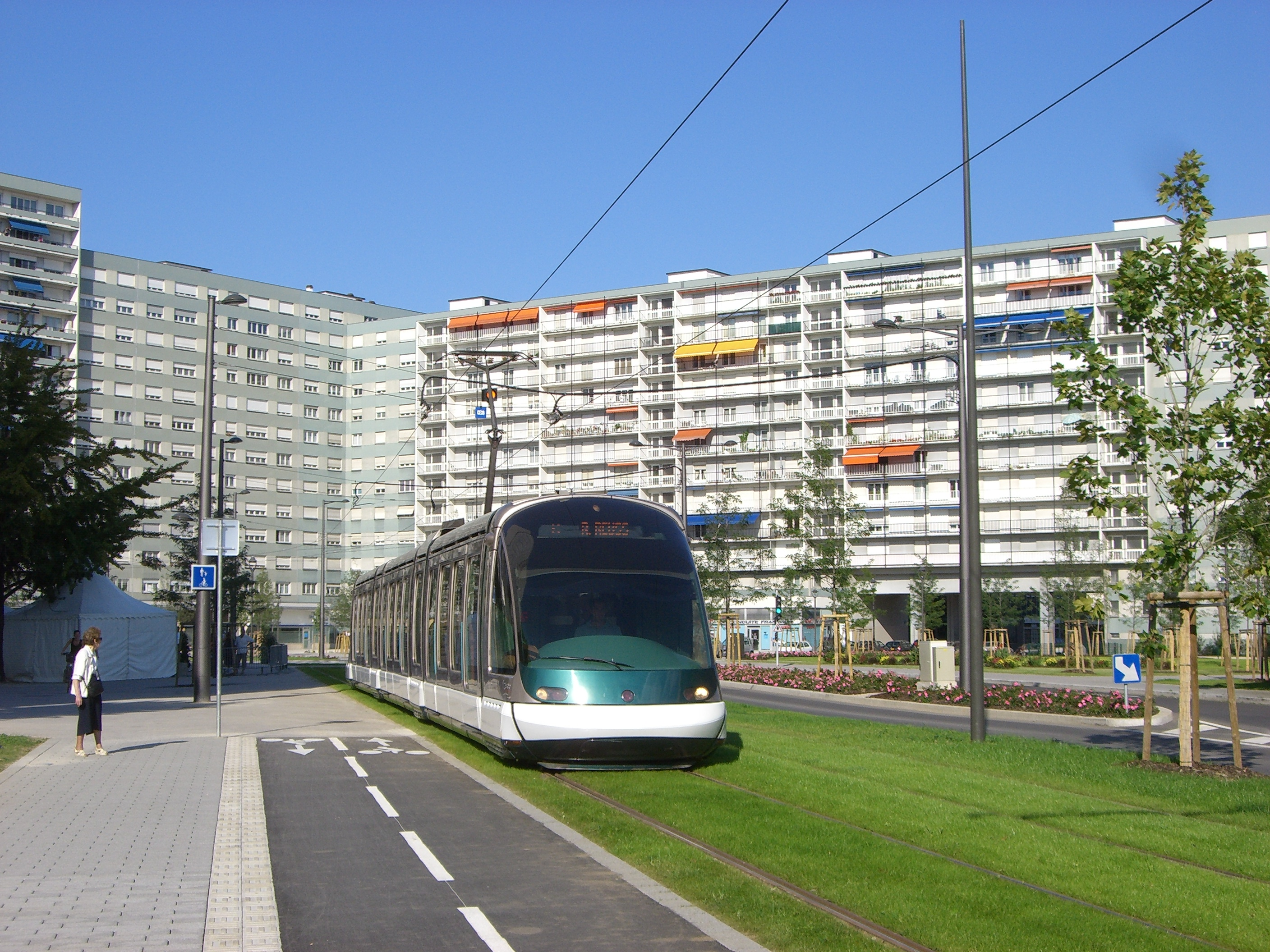
Le tueur et son ami se sont rencontrés au quartier de l'Esplanade, à Strasbourg.

Abdoul Hakim Anaïev, né à Grozny en Tchétchénie en 1997, arrive en France à l'âge de six ans. Il est le petit-neveu de Zelimkhan Iandarbiev, figure indépendantiste et islamiste de Tchétchénie. Fiché S, il est mis en garde à vue le 14 mai dans le cadre de l'enquête sur l'attentat. Il était ami avec Khamzat Azimov, rencontré au lycée Marie Curie, à l'Esplanade de Strasbourg. Face aux enquêteurs, il s'est dit musulman pratiquant, mais modéré. Sa famille est moderne et sa mère ne porte pas le voile, alors qu'elle lui enjoint de s'intégrer à la société française. Il avait 7 téléphones portables chez lui lors de son arrestation. Plusieurs documents sont saisis au domicile du suspect alors qu'une heure avant l'attentat, à 19 h 16, il adresse à sa sœur sur la messagerie WhatsApp un chant jihadiste souvent repris par Daech, dont il est présenté comme un propagandiste très actif sur internet. Il fait l'objet d'un signalement au sein de son établissement pour sa radicalité, notamment des propos hostiles aux « mécréants ».
Un de ses camarades de classe témoigne : « Les professeurs avaient déjà signalé Hakim. On le soupçonnait de s’approcher du salafisme donc il avait été convoqué par la proviseure. En sortant de son bureau, Hakim avait dit : “Ils me prennent pour un terroriste…” Ce qui a éveillé les soupçons : un exposé sur l’islam, où il parlait des relations hommes-femmes. Il avait expliqué que la charia était une bonne chose ». Un autre camarade de classe indique qu'il « avait une vision extrémiste, en tout cas poussée, de l’islam. Hakim s’exprimait toujours contre les actions terroristes mais il disait aussi que c’était normal qu’il y ait des attaques si la France lançait des frappes en Syrie ». En échec scolaire, il a par ailleurs eu des accès de violences dans son lycée. 
Sans casier judiciaire, il travaillait depuis janvier 2018 en CDD à l’accueil de l’OFII, dans un poste qui n’était pas à responsabilités, et son contrat avait été renouvelé jusqu’à décembre. Immédiatement mis à pied, il était suivi par les services de renseignement depuis son mariage religieux avec Inès Hamza, une Francilienne radicalisée de 19 ans. Avec son ancienne épouse, il avait essayé de partir vivre en Syrie ou en Irak, sans y parvenir. Inès Hamza était fichée S à l'âge de 16 ans quand elle tenta de se rendre en Syrie en 2015. Ines Hamza, ainsi qu'une autre femme sont arrêtées le 17 mai 2018.
En septembre 2018, son petit-frère est mis en examen et incarcéré pour un projet d'attentat à Strasbourg. Condamné à cinq ans de prison en 2022 pour association de malfaiteurs terroristes, il est ensuite déchu de sa nationalité française.

### Djihadisme et Tchétchénie
Après la première guerre de Tchétchénie (1994–1996), la rébellion séparatiste tchétchène s’est progressivement islamisée et s’est étendue au-delà des frontières de cette république russe pour se transformer au milieu des années 2000 en un mouvement islamiste armé actif dans tout le Caucase du Nord. Fin juin 2015, une partie de l'Émirat du Caucase prête allégeance à l'État islamique devenant une source importante de combattants djihadistes. Selon les services de sécurité russes, au moins 4 500 Russes, majoritairement originaires des républiques du Caucase, se trouvaient en 2017 aux côtés des groupes jihadistes de par le monde. Le double attentat du Marathon de Boston (3 morts et 264 blessés), le 15 avril 2013, est imputé à deux frères d’origine tchétchène.
En France, selon Jean-Charles Brisard, 7 à 8 % des Français impliqués dans les filières jihadistes en Syrie et en Irak seraient d’origine tchétchène, soit « un vivier assez important, la proportion est significative ». Selon le Ministère de l’Intérieur, les réfugiés tchétchènes constituent le quatrième groupe d’étrangers fichés S après les Algériens, les Marocains et les Tunisiens, ce qui fait dire à l’ancien ambassadeur russe en France Alexandre Orlov que les autorités françaises auraient manqué de vigilance face aux demandes d'asile des Tchétchènes : « Quand j’étais encore ambassadeur, je trouvais que les autorités françaises donnaient à ces familles l’asile trop facilement. On voit les conséquences ». Selon une source antiterroriste citée par Le Parisien, « Nous avons longtemps considéré comme très faible la menace émanant des Tchétchènes, pensant que l'asile accordé à ceux-ci sanctuarisait notre territoire ». La jeune génération qui n'a pas ou peu connu la Tchétchénie est « en rupture avec le mode de fonctionnement de leurs aînés », selon une note de la DGSI, et particulièrement sensible à la propagande djihadiste. 
Le 15 mai, le DGSI interpelle deux personnes d'origine tchétchène en Haute-Garonne qui pourraient être liées aux attentats des 17 et 18 août 2017 en Catalogne. Le même jour, la DGSI interpelle également quatre personnes d'origine tchétchène dans le Bas-Rhin (deux femmes nées en 1982 et 1983 et un homme né en 1989) et les Yvelines (une femme née en 1976) dans le cadre d'une information judiciaire ouverte en février 2017 des chefs de participation à une association de malfaiteurs terroristes et financement du terrorisme.

## Procès
L'accusation estime qu’Abdoul Hakim Anaiev, franco-russe d’origine tchétchène, a influencé idéologiquement le terroriste, lui a présenté plusieurs sympathisants djihadistes, en plus d'avoir publié un hommage à son ami sur Twitter après l'attaque terroriste. Propagandiste djihadiste actif, il est le créateur d'un groupe Telegram rassemblant une dizaine de Tchétchènes. Le Parquet national antiterroriste requiert dix-sept ans de réclusion : « Anaiev a de l’ascendant, une autorité intellectuelle. Ceux qui arment intellectuellement sont bien plus dangereux sur le long terme que ceux qui tiennent l’arme ». L'accusé admet son adhésion à l'idéologie de l'État islamique mais dit avoir pris du recul et toujours rejeté les attaques terroristes. Il nie également avoir influencé le tueur. En octobre 2023, il est condamné à dix années de réclusion assortis d’une période de sûreté des deux tiers pour « association de malfaiteurs terroriste »,.
Le parquet fait appel de la décision. Lors du second procès en mars 2025, l'accusé continue de nier avoir influencé l'assassin. Il est condamné plus lourdement, à quinze ans de réclusion criminelle avec une période de sureté de dix ans. 

## Réactions

### Réactions nationales
- Le président de la République, Emmanuel Macron, déclare : « Toutes mes pensées vont aux victimes et aux blessés de l’attaque au couteau perpétrée ce soir à Paris, ainsi qu’à leurs proches. Je salue au nom de tous les Français le courage des policiers qui ont neutralisé le terroriste. La France paye une nouvelle fois le prix du sang mais ne cède pas un pouce aux ennemis de la liberté »[8].
- Le ministre de l’Intérieur, Gérard Collomb, salue « le sang-froid et la réactivité des forces de police qui ont neutralisé l’assaillant (...) Mes premières pensées vont aux victimes de cet acte odieux »[8].
- La maire de Paris, Anne Hidalgo, s’est rendue sur place : « Ce soir, notre ville a été meurtrie »[8].

### Réactions internationales
- États-Unis : Le président des États-Unis, Donald Trump, via Twitter : « C'est triste de voir l'attaque terroriste à Paris. À un moment donné, les pays devront ouvrir leurs yeux et voir ce qui se passe réellement. Ce genre de maladie et de haine n'est pas compatible avec un pays aimant, paisible et prospère ! Des changements dans notre processus de réflexion sur la terreur doivent être faits »[40].
- Tchétchénie : le président tchétchène Ramzan Kadyrov a affirmé que « toute la responsabilité » de l'attaque en revient à la France, l'assaillant n'aurait fait que « naître en Tchétchénie » : « Je considère important de faire remarquer que toute la responsabilité pour le fait [que Khamzat A.] a décidé d’emprunter la voie de la criminalité revient entièrement aux autorités françaises »[41].